# Manorhaven
Manorhaven est un village du comté de Nassau, dans l'État de New York, aux États-Unis,. En 2010, il comptait une population de 6 556 habitants.

## Démographie
Lors du recensement de 2010, le village comptait une population de 6 556 habitants. Elle est estimée, en 2019, à 6 627 habitants.